# День народження Джинни
День народження Джинни (офіційно — День народження великого лідера) — державне свято Пакистану, що відзначається 25 грудня, вшановуючи засновника Пакистану, Мухаммеда Алі Джинну, відомого в країні як великий лідер. Святкувати цей день почали ще за життя Джинни в 1942 році, та продовжують по сьогодні. Державний прапор вивішують на приватних та громадських спорудах, зокрема на даху будинку Кайд-е-Азам у Карачі.

## Історія

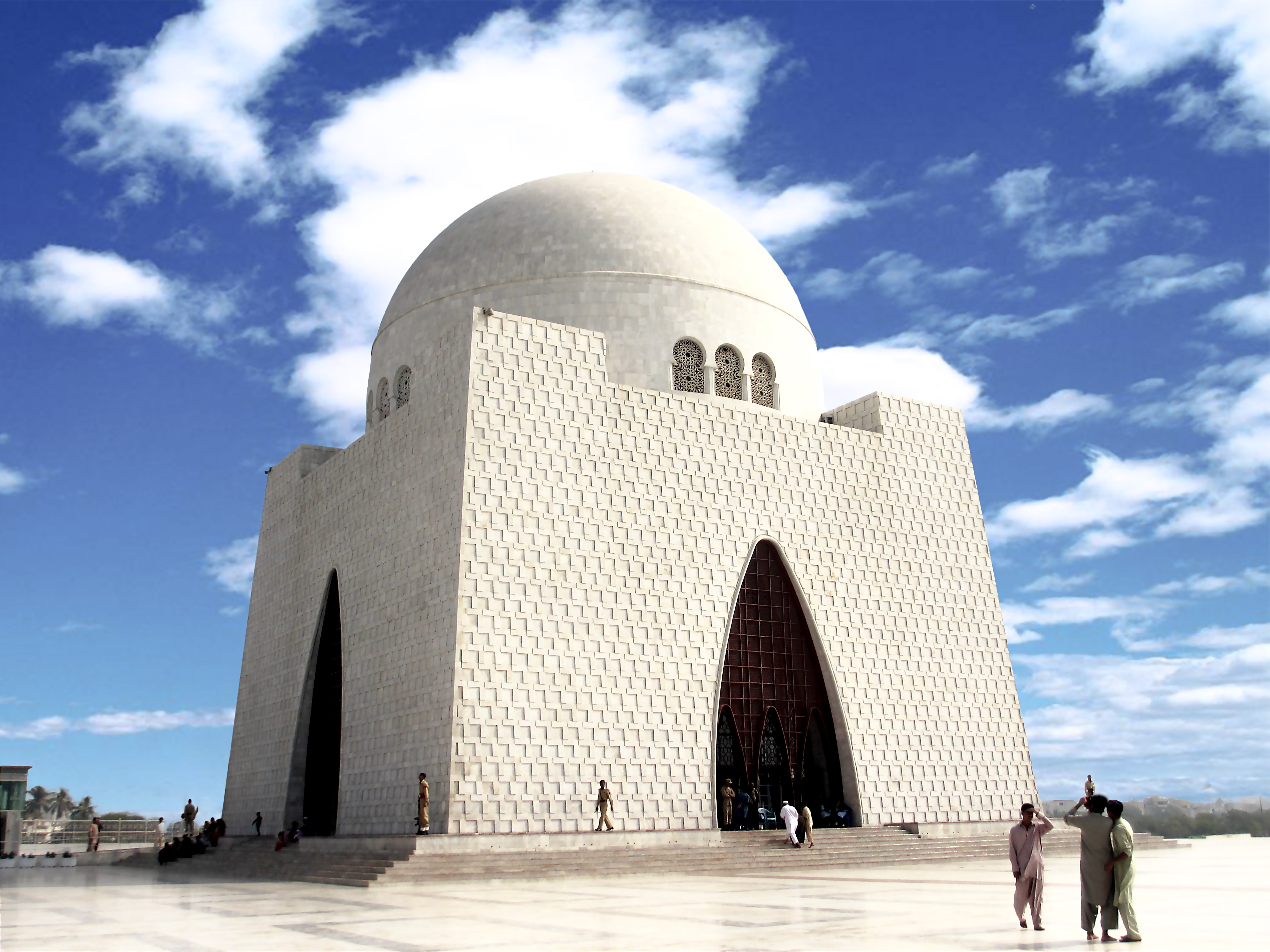
Мавзолей Джинни в Карачі

Мухаммед Алі Джинна (1876—1948) був засновником та першим генерал-губернатором Пакистану. Він — один з найшанованіших лідерів в історії країни, чому його й часто називають великим лідером (Кайд-е-Азам). В цей день вже 1942 року відбулись численні заходи для вшанування дня народження Джинни — Всеіндійська мусульманська ліга організувала фонд для бідних, а Ліакат Алі Хан проводив званий обід для Джинни. У Веллінґтонському павільйоні в Делі мусульмани проводили званий обід для лідера. З того часу щороку проводились численні подібні заходи в честь Джинни, зокрема звані обіди, паради, промови та привітання від інших світових лідерів.

## Святкування та традиції
Свято є важливим у Пакистані та традиційно відзначається по всій країні. Оскільки 25 грудня також збігається з Різдвом, цього дня пакистанці святкують обидва свята.
Мавзолей Джинни в Карачі організовує основний церемоніальний захід, який зазвичай відвідують видатні лідери, військові командири та прості пакистанці. Всі державні та приватні установи, зокрема школи, коледжі та університети, в цей день закривають для організації заходів на кшталт дебатів, семінарів та виставок.

## Безпека
Безпекові заходи в цей день забезпечують Сухопутні війська та Повітряні сили Пакистану. Також проводиться зміна почесної варти для виконання церемоніальних обов'язків.